# 橘林圓盾介殼蟲
橘林圓盾介殼蟲（学名：Lindingaspis ferrisi）为盾介殼蟲科林圓盾介殼蟲屬下的一个种。